# Ozeanien-Meisterschaften im Bahnradsport 2025
Die Ozeanien-Meisterschaften im Bahnradsport 2025 wurden vom 11. bis zum 15. Februar durch den Ozeanischen Radsportverband OCC ausgetragen. Sie fanden im Anna Meares Velodrome von Brisbane statt. Es gibt Wettbewerbe in den Kategorien Elite und Junioren; zudem waren sie mit den ozeanischen Bahn-Paracycling-Meisterschaften integriert.
Die überwiegende Mehrheit der Teilnehmer kam aus Australien und Neuseeland. Diese Fahrer traten in der Regel in den Trikots ihres Vereins bzw. ihres (australischen) Bundesstaats an. Außerdem entsandte Neukaledonien einige Fahrer.
Es wurden alle 11 Disziplinen ausgefahren, die auch bei den Bahnradsport-Weltmeisterschaften zum Tragen kommen. Bei den Mannschafts-Wettbewerben waren mehrere Teams pro Nation zugelassen; die jeweils besten australischen und neuseeländischen Teams bestritten das Finale.

## Ergebnisse
Kursiv gesetzte Fahrerinnen und Fahrer bestritten bei Mannschaftswettbewerben lediglich die Vorläufe.
In der Einerverfolgung der Frauen, die seit dem 1. Januar 2025 über die neue Distanz von 4000 Metern ausgetragen wird, verbesserte Bryony Botha zweimal den bestehenden Weltrekord um über 11 Sekunden auf 4:30,752 min. Im von 500 auf 1000 Meter verlängerten Zeitfahren der Frauen stellte Ellesse Andrews während der Qualifikation einen Weltrekord von 1:04,697 min auf, der die vorherige Zeit um zweieinhalb Sekunden verbesserte. Diese Bestmarken sollten allerdings nur wenige Tage Bestand haben, bis sie bei den Europameisterschaften verbessert wurden.

### Männer
| Disziplin             | Gold                                                                 | Silber                                                                                | Bronze                                                                                  |
| --------------------- | -------------------------------------------------------------------- | ------------------------------------------------------------------------------------- | --------------------------------------------------------------------------------------- |
| Sprint                | Leigh Hoffman                                                        | Daniel Barber                                                                         | Thomas Cornish                                                                          |
| Keirin                | Sam Dakin                                                            | Byron Davies                                                                          | Daniel Barber                                                                           |
| Zeitfahren            | Thomas Cornish                                                       | Tayte Ryan                                                                            | Byron Davies                                                                            |
| Teamsprint            | Australien A Ryan Elliot Thomas Cornish Daniel Barber Leigh Hoffman  | Neuseeland Jaxson Russell Kaio Lart Luke Blackwood Louis Vuleta                       | Australien B Tayte Ryan Maxwell Liebeknecht Byron Davies                                |
| Einerverfolgung       | Thomas Sexton                                                        | Keegan Hornblow                                                                       | James Moriarty                                                                          |
| Mannschaftsverfolgung | Australien A Cameron Scott Declan Trezise Liam Walsh Oscar Gallagher | Neuseeland A Kyle Aitken Ben Oliver Marshall Erwood Mitchel Fitzsimmons Thomas Sexton | Neuseeland B Magnus Jamieson Lucas Bhimy Daniel Morton Keegan Hornblow Campbell Stewart |
| Scratch               | Keegan Hornblow                                                      | Campbell Stewart                                                                      | Nick Kergozou                                                                           |
| Ausscheidungsfahren   | Blake Agnoletto                                                      | Marshall Erwood                                                                       | Keegan Hornblow                                                                         |
| Punktefahren          | Thomas Sexton                                                        | Oliver Bleddyn                                                                        | Keegan Hornblow                                                                         |
| Omnium                | Campbell Stewart                                                     | Thomas Sexton                                                                         | Oliver Bleddyn                                                                          |
| Madison               | Neuseeland Thomas Sexton Campbell Stewart                            | Australien Oliver Bleddyn Blake Agnoletto                                             | Australien Liam Walsh Declan Trezise                                                    |

### Frauen
| Disziplin             | Gold                                                                                      | Silber                                                                          | Bronze                                                            |
| --------------------- | ----------------------------------------------------------------------------------------- | ------------------------------------------------------------------------------- | ----------------------------------------------------------------- |
| Sprint                | Ellesse Andrews                                                                           | Alessia McCaig                                                                  | Shaane Fulton                                                     |
| Keirin                | Ellesse Andrews                                                                           | Olivia King                                                                     | Shaane Fulton                                                     |
| Zeitfahren            | Ellesse Andrews                                                                           | Shaane Fulton                                                                   | Claudia Marcks                                                    |
| Teamsprint            | Neuseeland Olivia King Shaane Fulton Ellesse Andrews                                      | Australien A Kristine Perkins Alessia McCaig Sophie Watts                       | Australien C Kalinda Robinson Emma Stevens Lauren Perry           |
| Einerverfolgung       | Bryony Botha                                                                              | Emily Shearman                                                                  | Samantha Donnelly                                                 |
| Mannschaftsverfolgung | Neuseeland A Emily Shearman Samantha Donnelly Prudence Fowler Rylee McMullen Bryony Botha | Australien A Claudia Marcks Nicole Duncan Alli Anderson Sally Carter Keira Will | Australien B Odette Lynch Summer Nordmeyer Lilyth Jones Isla Carr |
| Scratch               | Mckenzie Milne                                                                            | Lucy Reeve                                                                      | Samantha Donnelly                                                 |
| Ausscheidungsfahren   | Samantha Donnelly                                                                         | Bryony Botha                                                                    | Alli Anderson                                                     |
| Punktefahren          | Rylee McMullen                                                                            | Bryony Botha                                                                    | Samantha Donnelly                                                 |
| Omnium                | Emily Shearman                                                                            | Bryony Botha                                                                    | Maeve Plouffe                                                     |
| Madison               | Neuseeland Bryony Botha Samantha Donnelly                                                 | Neuseeland Rylee McMullen Emily Shearman                                        | Australien Sophie Edwards Alli Anderson                           |

### Junioren
| Disziplin             | Gold                                                                                 | Silber                                                                | Bronze                                                                    |
| --------------------- | ------------------------------------------------------------------------------------ | --------------------------------------------------------------------- | ------------------------------------------------------------------------- |
| Sprint                | Alex Schuler                                                                         | Flynn Underwood                                                       | Angus Withington                                                          |
| Keirin                | Mitchell Louie                                                                       | Patrick Maye                                                          | Flynn Underwood                                                           |
| Zeitfahren            | Hunter Dalton                                                                        | Jonas Shelverton                                                      | Flynn Underwood                                                           |
| Teamsprint            | Neuseeland Benjamin Murphy Alex Schuler Flynn Underwood                              | Australien A Patrick Maye Mitchell Louie Angus Withington             | Australien B Luca Pyatt Christopher Mullins Sebastian Topping Nate Argent |
| Einerverfolgung       | Alexander Hewes                                                                      | Toby Jones                                                            | Samuel Washington                                                         |
| Mannschaftsverfolgung | Australien Zachary Douglas-Savage Lachlan Walters Jonas Shelverton Samuel Washington | Neuseeland A Stirling Jarnell Oliver Clark Ben Crawford Hunter Dalton | Neuseeland B Miles Preena Robert Turnbull Joshua Grieve Kyle Paris        |
| Scratch               | Lachlan Walters                                                                      | Jonas Shelverton                                                      | Alexander Hewes                                                           |
| Ausscheidungsfahren   | Alexander Hewes                                                                      | Hunter Dalton                                                         | Bailey MacDonald                                                          |
| Punktefahren          | Samuel Washington                                                                    | Bailey MacDonald                                                      | Keryl Moutry                                                              |
| Omnium                | Alexander Hewes                                                                      | Samuel Washington                                                     | Jonas Shelverton                                                          |
| Madison               | Australien Alexander Hewes Toby Jones                                                | Australien Zachary Douglas-Savage Lachlan Walters                     | Neuseeland Kyle Paris Stirling Jarnell                                    |

### Juniorinnen
| Disziplin             | Gold                                                                          | Silber                                                             | Bronze                                               |
| --------------------- | ----------------------------------------------------------------------------- | ------------------------------------------------------------------ | ---------------------------------------------------- |
| Sprint                | Ebony Robinson                                                                | Emily Watch                                                        | Ella Liang                                           |
| Keirin                | Ebony Robinson                                                                | Ella Liang                                                         | Maddison Smith                                       |
| Zeitfahren            | Ella Liang                                                                    | Ebony Robinson                                                     | Shaylah Sayers                                       |
| Teamsprint            | Australien A Emily Watch Ebony Robinson Natasha Sitsky                        | Neuseeland A Hazel Gardner Minnie Collins Pyper Newton             | Australien B Victoria Smith Olivia Wright Ella Liang |
| Einerverfolgung       | Amelie Sanders                                                                | Ava Schmidtke                                                      | Leani van der Berg                                   |
| Mannschaftsverfolgung | Australien Leani van der Berg Ava Schmidtke Madeleine Wasserbaech Anna Dubier | Neuseeland Sophie Maxwell Shaylah Sayers Nina Worrall Hannah Paine | nicht vergeben                                       |
| Scratch               | Amelie Sanders                                                                | Shaylah Sayers                                                     | Ava Schmidtke                                        |
| Ausscheidungsfahren   | Amelie Sanders                                                                | Sophie Maxwell                                                     | Caitlin Rose                                         |
| Punktefahren          | Anna Dubier                                                                   | Madeleine Wasserbaech                                              | Ava Schmidtke                                        |
| Omnium                | Amelie Sanders                                                                | Anna Dubier                                                        | Leanie van der Berg                                  |
| Madison               | Australien Amelie Sanders Leani van der Berg                                  | Australien Anna Dubier Madeleine Wasserbaech                       | Australien Ava Schmidtke Caitlin Rose                |

## Medaillenspiegel
| Platz  | Land          | Gold | Silber | Bronze | Gesamt |
| ------ | ------------- | ---- | ------ | ------ | ------ |
| 1      | Australien    | 24   | 23     | 28     | 75     |
| 2      | Neuseeland    | 20   | 21     | 14     | 55     |
| 3      | Neukaledonien | 0    | 0      | 1      | 1      |
| Gesamt | Gesamt        | 44   | 44     | 43     | 131    |